# 5838 Hamsun
5838 Hamsun è un asteroide della fascia principale. Scoperto nel 1973, presenta un'orbita caratterizzata da un semiasse maggiore pari a 2,5505680 UA e da un'eccentricità di 0,1355651, inclinata di 14,35090° rispetto all'eclittica.